# Carl Adam Roos af Hjelmsäter
Carl Adam Roos af Hjelmsäter, född i 12 mars 1757 på Rosenborg i Eskilsäters socken i Värmland, död 16 april 1826 på Björken i Skärva socken i Skaraborgs län, var en svensk militär, teckningslärare och troligen miniatyrmålare.
Han var son till häradshövdingen Leonard Adam Roos af Hjelmsäter och Maria Eleonora Uggla, gift 1786 med Sofia Gustavia Bratt och far till Leonard Roos af Hjelmsäter och Catharina Maria Roos af Hjelmsäter samt halvbror till miniatyrmålaren Emanuel Roos af Hjelmsäter. 
Roos af Hjelmsäter blev volontär vid Västgöta kavalleriregemente 1733, kopral 1774, livdrabant 1775 men tog avsked 1785, varefter han 1787 fick ryttmästares namn.
Ernst Lemberger uppger i böckerna Die Bildnis-Miniatur in Skandinavien och Meisterminiaturen aus fünf Jahrhunderten, hrsg. von Ernst Lemberger; Anhang: Künstler-Lexikon der Miniaturmalerei mit den biographischen Daten von mehr als 6000 Miniaturisten att han även har verkat som teckningslärare och miniatyrmålare.